# Parafia Matki Bożej Nieustającej Pomocy w Jeleniej Górze
Parafia Matki Bożej Nieustającej Pomocy w Jeleniej Górze (Cieplicach Śląskich-Zdroju) – parafia Kościoła Polskokatolickiego w RP, położona w dekanacie dolnośląskim diecezji wrocławskiej.
W latach 1945–1951 parafia Matki Bożej Nieustającej Pomocy w Jeleniej Górze była placówką Polskiego Kościoła Starokatolickiego. 13 marca 1951 po likwidacji Polskiego Kościoła Starokatolickiego przez władze PRL-u, została przekazana do Polskiego Narodowego Kościoła Katolickiego, a jej proboszczem został ks. Teodor Elerowski. W momencie zmiany jurysdykcji stanowiło ją 115 wiernych, w okresie urlopowym liczba osób uczestniczących w nabożeństwie zdecydowanie wzrasta. Aktualnie w nabożeństwach uczestniczy również społeczność polskokatolicka ze Złotoryi.   
Kościół pod wezwaniem Matki Bożej Nieustającej Pomocy to neoromańska budowla z 1870, dawny kościół ewangelicko-luterański. W świątyni znajduje się ołtarz z 1766.  
Przez dłuższy placówką kierował zmarły w listopadzie 2018 ks. mgr Jan Bielniak, który w ostatnich latach przeprowadził remont elewacji świątyni i dokonał uporządkowania ogrodów parafialnych, od czerwca 2019 jego następcą został ks. mgr Jan Anatol Sielchanowicz.  